# Флоріан Ондерка
Флоріан Ондерка (чеськ. Florian Onderka) — архітектор. Народився в сім'ї теслі Антона Ондерки. Брат чеського архітектора Антона Ондерки. Прибув до Львова з міста Бяла перед 1837 роком. 1839 розпочав роботи із засклеплення перших ділянок Полтви.  Споруджував житлові та громадські будинки у стилі пізнього класицизму з елементами бідермаєру. Остання будівельна активність згадується 1840 року. До 1842-го припинив діяльність через проблеми зі здоров'ям. У Львові в місцевості Софіївка існувала вулиця Ондерки (за іншими даними — площа Ундерки) 1871 року перейменована вул. Лукевича, частина нинішньої вул. Дібровної.
Роботи
- Проєкт євангелістської церкви для міста Устронь у Польщі. Будівництво тривало у 1835—1838 роках.[5] Вежу добудовано за проектом іншого будівничого у 1860-х.[6]
- Розпочав засклеплення Полтви в межах Львова. Перекрив ділянки біля готелю Жоржа, готелю Дресснера (у продовження нинішньої вулиці Беринди) і поблизу Скарбківського театру.[3]
- Придбав частину місцевості Софіївка під Львовом у 1839 році. Заклав парк за костелом святої Софії, спільно з директором міського будівництва Йоганом Зальцманом спорудив там кілька котеджів (не збереглись).[7]
- Будинки № 1, 3, 5 на нинішній вулиці Лисенка у Львові (1839—1840, спільно з Йоганом Зальцманом).
- Дім військової прокуратури на нинішній площі Соборній у Львові (1838, 1839, спільно з Вільгельмом Шмідом).
- Заклад для глухонімих на вулиці Личаківській, 35 у Львові (1840).

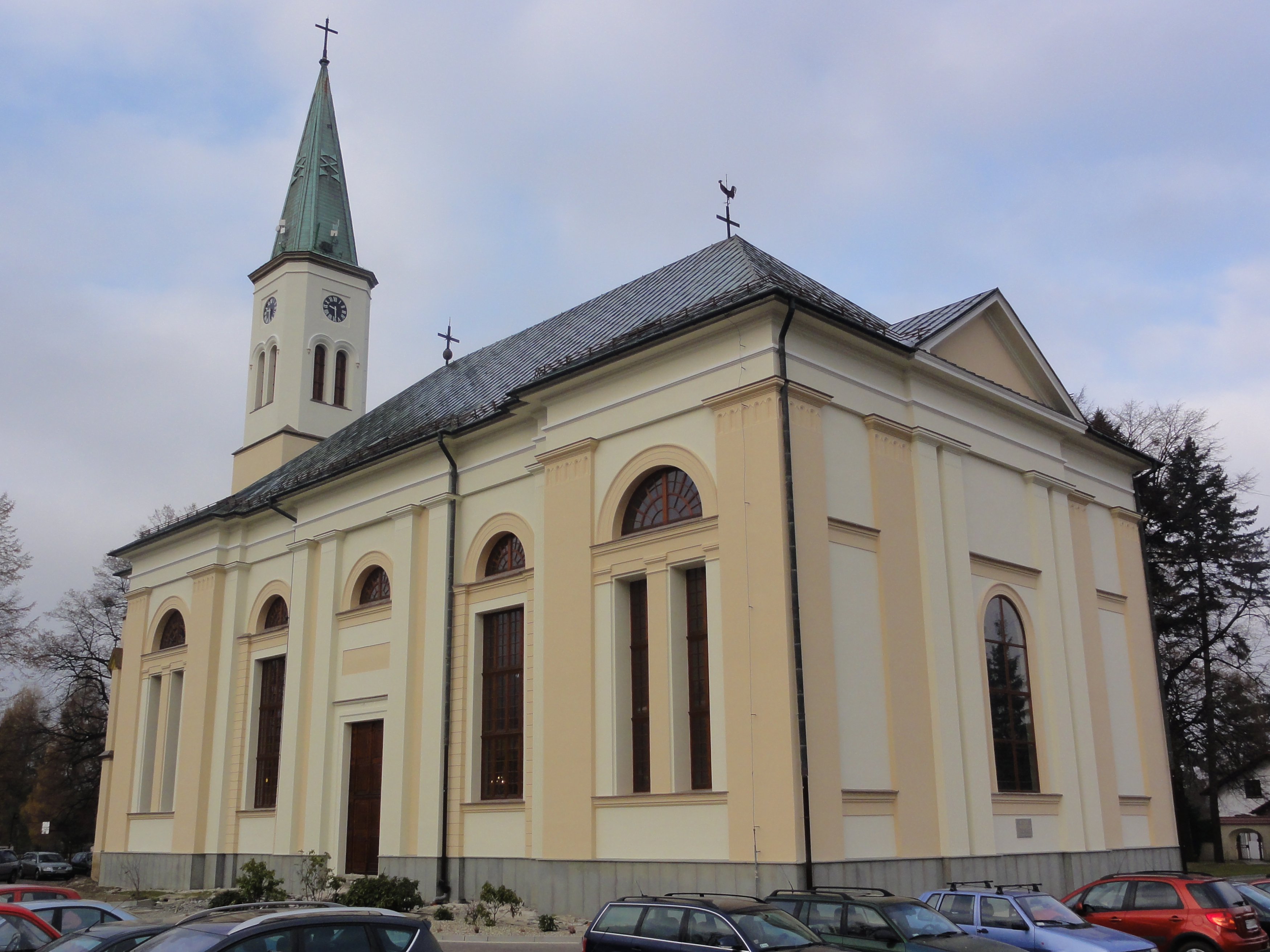
Євангелістська церква в місті Устронь
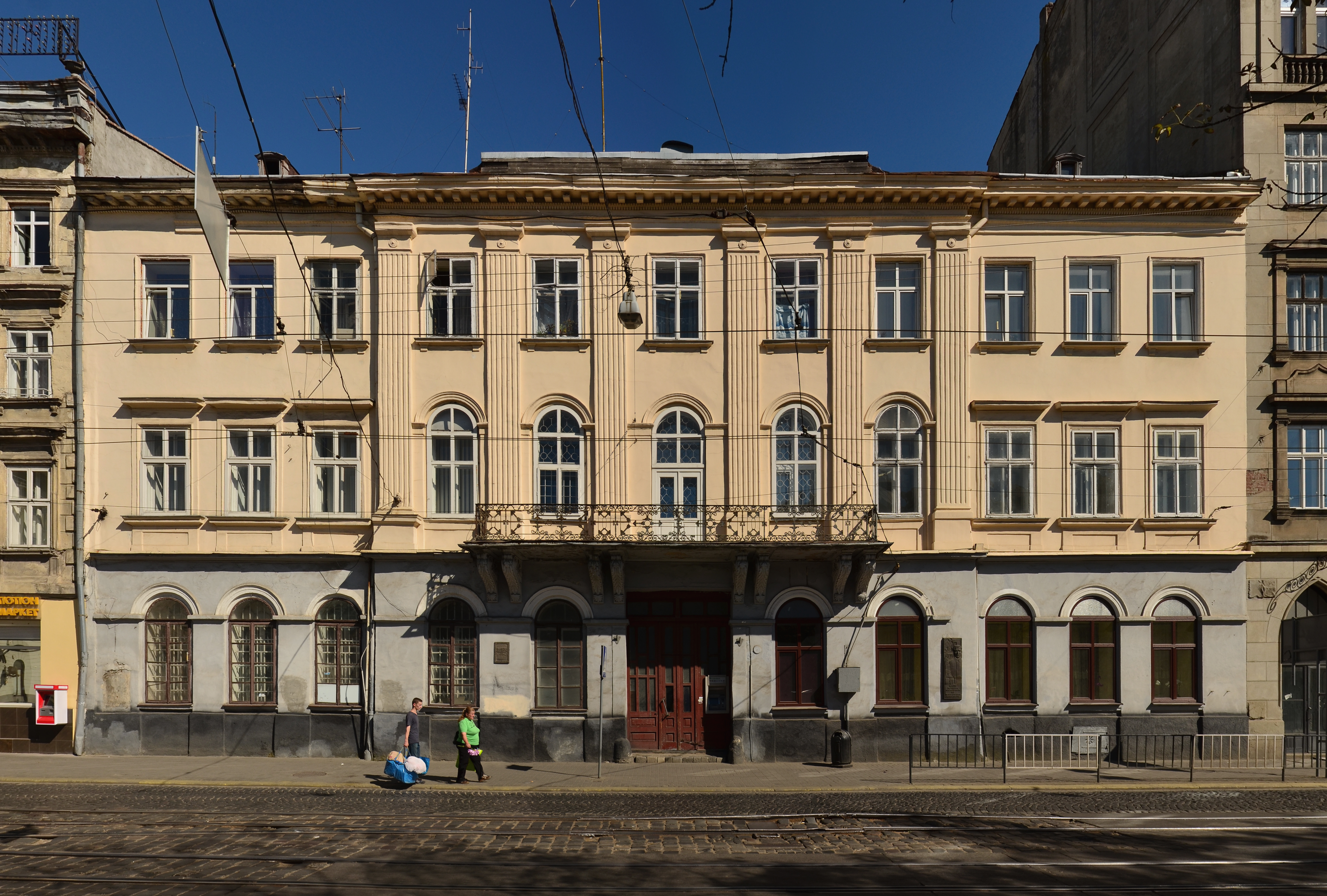
Військова прокуратура у Львові
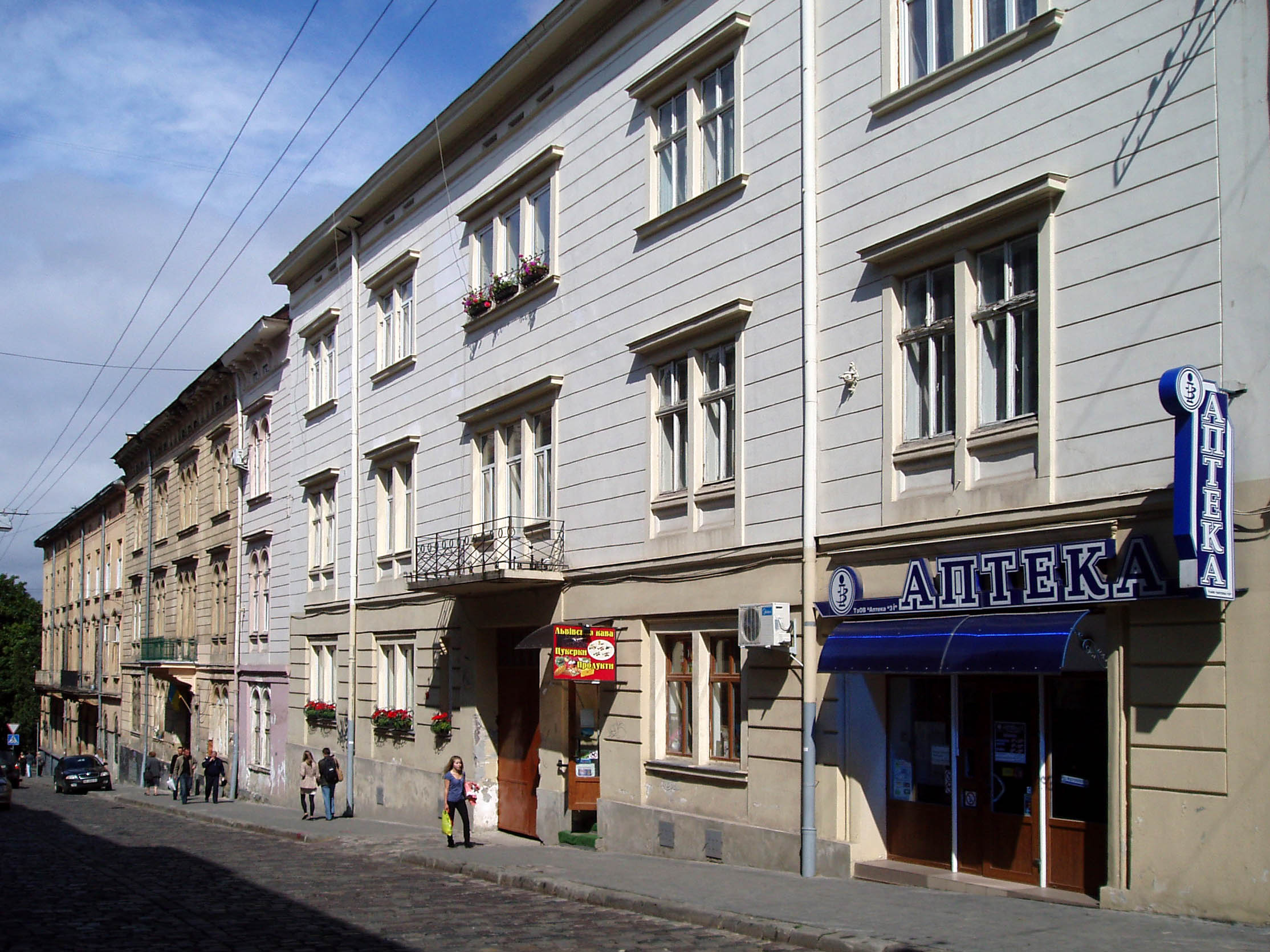
Будинки № 1, 3, 5 на вул. Лисенка у Львові